# Avessé
Avessé és un municipi francès situat al departament del Sarthe i a la regió de País del Loira. L'any 2007 tenia 363 habitants.

## Demografia

### Població
El 2007 la població de fet d'Avessé era de 363 persones. Hi havia 128 famílies de les quals 24 eren unipersonals (20 homes vivint sols i 4 dones vivint soles), 44 parelles sense fills, 56 parelles amb fills i 4 famílies monoparentals amb fills.
La població ha evolucionat segons el següent gràfic:
Habitants censats

### Habitatges
El 2007 hi havia 165 habitatges, 128 eren l'habitatge principal de la família, 26 eren segones residències i 11 estaven desocupats. 163 eren cases i 2 eren apartaments. Dels 128 habitatges principals, 96 estaven ocupats pels seus propietaris, 29 estaven llogats i ocupats pels llogaters i 3 estaven cedits a títol gratuït; 1 tenia una cambra, 5 en tenien dues, 26 en tenien tres, 42 en tenien quatre i 54 en tenien cinc o més. 88 habitatges disposaven pel capbaix d'una plaça de pàrquing. A 61 habitatges hi havia un automòbil i a 62 n'hi havia dos o més.

### Piràmide de població
La piràmide de població per edats i sexe el 2009 era:
| Homes | Edats   | Dones |
| ----- | ------- | ----- |
| 0     | 95 o +  | 0     |
| 0     | 90 a 94 | 0     |
| 4     | 85 a 89 | 4     |
| 0     | 80 a 84 | 4     |
| 0     | 75 a 79 | 0     |
| 4     | 70 a 74 | 8     |
| 4     | 65 a 69 | 4     |
| 12    | 60 a 64 | 12    |
| 16    | 55 a 59 | 4     |
| 20    | 50 a 54 | 12    |
| 20    | 45 a 49 | 4     |
| 8     | 40 a 44 | 20    |
| 12    | 35 a 39 | 8     |
| 8     | 30 a 34 | 16    |
| 16    | 25 a 29 | 8     |
| 0     | 20 a 24 | 8     |
| 12    | 15 a 19 | 20    |
| 12    | 10 a 14 | 12    |
| 8     | 5 a 9   | 8     |
| 8     | 0 a 4   | 16    |

## Economia
El 2007 la població en edat de treballar era de 224 persones, 178 eren actives i 46 eren inactives. De les 178 persones actives 160 estaven ocupades (88 homes i 72 dones) i 18 estaven aturades (10 homes i 8 dones). De les 46 persones inactives 14 estaven jubilades, 14 estaven estudiant i 18 estaven classificades com a «altres inactius».

### Ingressos
El 2009 a Avessé hi havia 128 unitats fiscals que integraven 363 persones, la mediana anual d'ingressos fiscals per persona era de 14.660 €.

### Activitats econòmiques
Dels 6 establiments que hi havia el 2007, 1 era d'una empresa de fabricació d'altres productes industrials, 4 d'empreses de construcció i 1 d'una empresa de comerç i reparació d'automòbils.
Dels 4 establiments de servei als particulars que hi havia el 2009, 2 eren paletes i 2 fusteries.
L'any 2000 a Avessé hi havia 30 explotacions agrícoles que ocupaven un total de 1.920 hectàrees.

## Equipaments sanitaris i escolars
El 2009 hi havia una escola elemental integrada dins d'un grup escolar amb les comunes properes formant una escola dispersa.

## Poblacions més properes
El següent diagrama mostra les poblacions més properes.